# Mod Rov
Mod Rov er et musikalbum udgivet i 1996 af Den Gale Pose.

## Spor
1. "Den Dobbelte Sandhed"
2. "Flere Hos"
3. "Flere Hos Part 2" ft. Natasja og Szhirley
4. "Prosties"
5. "Jeg Har en drøm" ft. Daniel
6. "Den Danske Skole"
7. "Karma"
8. "DGP – Hvad Betyder Det"
9. "Boom Ping Ping"
10. "Fest i Min Egen" ft. Blæs og Skadefro
11. "5 Svin"
12. "Beskyt Din Nakke" ft. Clemmens og Isbjerg
13. "Rend Mig"
14. "Ej Blot til Øst" ft. Blæs, Skadefro og Tue Track
15. "Ud & Se 96 Version"
16. "Den Danske Skole – remix"
17. "DGP – Hvad Betyder Det – remix"
18. "Det Sidste Ord"